# NGC 711
NGC 711 je galaksija u zviježđu Ovan.

## Vanjske poveznice
- SEDS: NGC 711